# Domari
Domari ist eine indoarische Sprache im Nahen Osten und einigen benachbarten Regionen. Sie wird von isolierten und sozial marginalisierten Bevölkerungsgruppen gesprochen, die traditionell Wandergewerben nachgehen, insbesondere als Metallarbeiter und Schausteller arbeiten und sich selbst als Dom („Mann, Mensch“, Plural Dome, Domba) oder Qurbati bezeichnen. Von der arabischen Bevölkerung werden die in der Levante lebenden Dom abschätzig Nawar („Schmied, Feueranbeter“) genannt.
Ähnlich wie das Romani der nach Kleinasien und Europa eingewanderten Roma und das Lomavren der Lom in Armenien, im südlichen Kaukasus und der Türkei, so weist auch das Domari Gemeinsamkeiten mit den zentralindischen Sprachen auf, so besonders die Realisierung von ṛ als u oder i (Sanskrit śṛṇ-, Domari sun-/sin-, „hören“) und von kṣ- als k(h) (Sanskrit akṣi, Domari aki, „Auge“). Wie Romani bewahrt es hierbei einerseits einige archaische Merkmale, die in anderen zentralindischen Sprachen verloren gingen (z. B. Sanskrit oṣṭha, Domari ošt, „Lippe“, Sanskrit hasta, Domari xast, „Hand“), und weist andererseits Gemeinsamkeiten mit jüngeren morphologischen Entwicklungen in nordwestindischen Sprachen auf, darunter die Erneuerung der Konjugation der Vergangenheit durch Affigierung des Partizips mit obliquem enklitischem Pronomen. In der älteren Forschung seit John Sampson (1923) wurde deshalb angenommen, dass beide Sprachen auf eine gemeinsame, von Zentralindien nach Westen gewanderte Vorstufe zurückgingen und sich erst später geteilt hätten. Andererseits bietet Domari gegenüber Romani distinktive archaische Merkmale phonologischer, morphologischer und lexikalischer Art, die darauf hinweisen, dass die Wanderung nach Westen im Fall von Domari zu einem früheren Zeitpunkt stattfand und deshalb eher von einer konvergenten, aber getrennten Entwicklung zweier verschiedener zentralindischer Sprachen auszugehen ist.
Domari ist heute eine vom Aussterben bedrohte Sprache, die vorwiegend noch im familiären Bereich von älteren Sprechern aktiv gebraucht wird. Gemeinschaften von Domari-Sprechern gibt es hauptsächlich in Jerusalem, Gaza, Jordanien, Libanon und Syrien, deren Domari in Phonologie, Wortschatz, Morphologie und Syntax bereits in starkem Maße von der Kontaktsprache Arabisch durchsetzt ist. Überreste von Domari erscheinen außerdem im geheimsprachlichen Sonderwortschatz nomadisierender Gemeinschaften in anderen Regionen, so unter anderem bei den Kurdisch sprechenden Mıtrıp oder Karaçi, Wanderhändlern in Ostanatolien, und bei den Lorī sprechenden Luti, einer sozial ausgegrenzten Gruppe im iranischen Lorestan. Versprengte Elemente von Domari sind außerdem bezeugt in einer größeren geographischen Region, die von Aserbaidschan im Norden bis zum Sudan im Süden reicht.
Verlässliche Angaben zur Zahl der Sprecher weltweit gibt es nicht. Speziell für das durch R. A. S. Macalister (1914) und Yaron Matras (1999) am besten dokumentierte und untersuchte Domari in Jerusalem geht man heute von bis zu 200 meist älteren Sprechern aus.

## Klassifikation
- Indogermanische Sprachen
  - Indoiranische Sprachen
    - Indoarische Sprachen
      - Zentralindische Sprachen
        - Romani-Domari-Lomavren
          - Domari